# フー・マンチュー

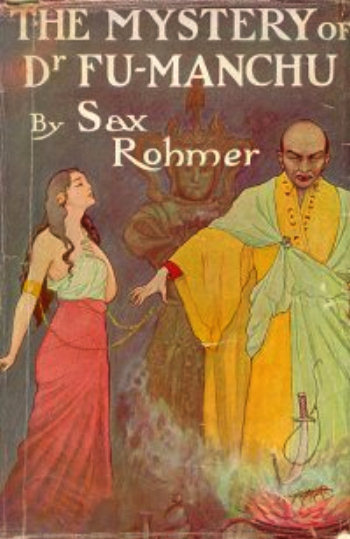
『The Mystery of Dr. Fu-Manchu』の表紙に描かれたフー・マンチュー

フー・マンチュー博士（Dr.Fu Manchu, 傅満洲博士）は、イギリスの作家サックス・ローマーが創造した架空の中国人。西欧による支配体制の破壊を目指して陰謀をめぐらす悪人であり、東洋人による世界征服の野望を持つ怪人である。

## 概要
長身痩躯を中国服と中国帽に包み、爪とドジョウ髭（彼が有名になったため、英語では「フー・マンチュー髭（Fu Manchu mustache）」と呼ばれる）を長く伸ばし、常に悪魔のような表情をたたえている。隠秘学、化学、医学、物理学などでヨーロッパの3つの大学で学位を取得するなど非常に明晰な頭脳を持つが、性格は狡猾で極めて残忍。中国やインドで暗殺団を組織し、その黒幕として君臨した。
彼の立案する殺人計画は、一見不可解な方法を大規模に展開するという点が特徴的である。銃撃や爆殺を軽蔑し、短剣や武道、毒蛇や毒虫、毒性の菌類などによる暗殺を好む。
シリーズ初期のフー・マンチューは、シ・ファン(Si-Fan)配下の暗殺者であったが、急速に頭角を現して、秘密結社の長に上り詰めた。
フー・マンチュー博士のモデルはローマーが新聞記者としてロンドンの中華街ライムハウスに配属された時に聞き知った暗黒街のボス、ミスター・キングなる人物だとされている。但し、命名などは清のラストエンペラーにして満州国皇帝にもなった愛新覚羅溥儀に因む。
現代のアメリカでは黄色人種やアジア文化への侮辱とも捉えられる。

## 原作リスト
原著者、サックス・ローマーによる長編は以下の13本。
1. The Mystery of Dr. Fu-Manchu (1913) (米題: The Insidious Dr. Fu-Manchu)『怪人　フーマンチュー』
2. The Devil Doctor(1916) (米題:The Return of Dr Fu-Manchu）『悪魔博士』（『悪魔博士･フーマンチュー』）
3. The Si-Fan Mysteries(1917)(米題:The Hand of Fu-Manchu）
4. Daughter of Fu Manchu (1931)
5. The Mask of Fu Manchu (1932)
6. The Bride of Fu Manchu (1933)(米題:Fu Manchu's Bride）
7. The Trail of Fu Manchu (1934)
8. President Fu Manchu (1936)
9. The Drums of Fu Manchu (1939)
10. The Island of Fu Manchu (1941)
11. Shadow of Fu Manchu (1948)
12. Re-Enter Dr. Fu Manchu (1957)（米題:Re-Enter Fu Manchu）
13. Emperor Fu Manchu (1959)

これ以外に短編をまとめた『The Wrath of Fu Manchu and Other Stories』（1973）が存在。
同じ著者のガストン・マックスという探偵ものの『The Golden Scorpion』（1919）に脇役でフー・マンチューが登場している。

## 邦訳
第二次世界大戦以前、改造社「世界大衆文学全集」の一冊として長編第2作『The Devil Doctor』が『悪魔博士』の題名で日本語翻訳されており、2020年に平山雄一訳『悪魔博士･フーマンチュー』（ヒラヤマ探偵文庫08）として新訳で刊行された｡
また、2004年に早川書房から嵯峨静江による訳で第1作目『The Mystery of Dr. Fu-Manchu』が『怪人フー・マンチュー』として出版された。

## 映画
フー・マンチュー博士を主演とした映画は数多く製作されている。
最初に映画化されたのは1921年のイギリス、ストール社による『The Mystery of Dr. Fu-Manchu』で当時は一般的だった連続活劇で全15編30巻の構成、この作品は日本でも「倫敦の秘密」の題名で1924（大正13）年6月18日に神戸の朝日館で公開された（これがフー・マンチュー博士の日本初公開になる）。主演はフー・マンチュー役が、H・エイガー・ライアンズ(Harry Agar Lyons)でネイランド・スミスがフレッド・ポール、ピートリー医師がH・ヒューバーストーン・ライトであった。
またライアンズは翌年の「The Further Mysteries of Fu Manchu」でも主演を務めている。
映画ではフー・マンチュー博士の設定は大まかに分けて2通りあり、「元は温厚な人間だったが家族を義和団の乱で白人たちに殺され、白人全体を標的にした復讐者（1929年『フーマンチュウ博士の秘密』など）」と「我こそがジンギスカンの再来として欧州支配に燃える民族主義的な持ち主（1932年の『成吉思汗の仮面』など）」が存在し、1930年代の映画は大抵このどちらかの設定であった。
アメリカのパラマウント社よりワーナー・オーランドがフー・マンチューを演じる3本のトーキー映画が製作される。
- 「The Mysterious Dr. Fu Manchu（邦題：フーマンチュウ博士の秘密）」 (1929)[10]
- 「The Return of Dr. Fu Manchu（邦題：続フーマンチュー博士）」 (1930)[11]
- 「Daughter of the Dragon（邦題：龍の娘）」 (1931)[12]

1・2作目の主要人物のキャスティングは同じだが、3番目の『龍の娘』のみオーランド以外入れ替えられ、探偵役が原作のネイランド・スミスではなく、「アー・キー」というスコットランド・ヤードに非公式勤務の中国人青年に変更されており、早川雪洲が演じている（ピートリー医師は登場するが役者変更）。
主演のオーランドは、1931年のミュージカル「パラマウント・オン･パレード」でも、名探偵ファイロ・ヴァンスとシャーロック・ホームズを殺害する悪魔博士（＝フー・マンチュー）の役を演じている。
1932年にはメトロ・ゴールドウィン・メーヤー（MGM）からボリス・カーロフとマーナ・ロイが主演した「The Mask of Fu Manchu（邦題：成吉思汗の仮面）」が製作された。
1940年にリパブリック・ピクチャーズから全15編の連続活劇「Drums of Fu Manchu」が製作され、1943年には再編集版が公開された。
1946年、スペインの無名の映画会社El Otroが、版権未許可のフー・マンチュー映画を製作して以降約25年間、新たなフー・マンチュー映画が製作されることはなかった（1956年に短命なテレビシリーズ「The Adventures of Fu Manchu」が製作されている）。
しかし著者サックス・ローマーの死後である1965年、吸血鬼ドラキュラ役で知られるクリストファー・リー主演でフー・マンチュー映画の製作が再開される。なお、これらはメイン俳優が同一だが会社は別々になっている。
- 「The Face of Fu Manchu（邦題：怪人フー・マンチュー）」 (1965)英アングロ・プロ
- 「The Brides of Fu Manchu（邦題：怪人フー・マンチュー　連続美女誘拐事件）」 (1966)セブン・アーツ
- 「The Vengeance of Fu Manchu」 (1967)WB＝セブン・アーツ
- 「The Blood of Fu Manchu（邦題：女奴隷の復讐）」 (1968)ウダスティック・システム＝MGM
- 「The Castle of Fu Manchu」 (1969)イギリス・タワーズ・オブ・ロンドン

このうち最後の2本は伝説的なB級映画監督ジェス・フランコにより作られた。
1980年、ピーター・セラーズの遺作として、フー・マンチューとネイランド･スミスの二役を演じる映画「天才悪魔フー・マンチュー」がピアーズ・ハガード監督で製作された。ただしこの作品は「ヒマラヤ中の豪邸で168歳の誕生日をフー・マンチューが迎える」というオリジナル小説版のいずれとも関係のない、どちらかといえばパロディ作品である。
2007年、ロブ・ゾンビ監督の小編（『グラインドハウス』のフェイク・トレーラーのひとつ）「Werewolf Women of the SS（ナチ親衛隊の狼女）」にはニコラス・ケイジがフー・マンチュー役で出演している。

## コミック
フー・マンチューの最初のオリジナルコミックは、エイボン社の1951年のワンショット（単発物）、『The Mask of Dr. Fu Manchu』である。またイギリスで同じワンショットとして、1956年に『The Island of Fu Manchu』が発表されている。

### DCコミックス
DCコミックスの『ディテクティブ・コミックス(Detective Comics)』誌17号にから28号まで、Leo O'Mealiaによるコミックストリップの再版が連載された。
アラン・ムーアのコミック『リーグ・オブ・エクストラオーディナリー・ジェントルメン 』でフー・マンチューは「悪魔博士(The Doctor)」として登場し、モリアーティ教授と暗闘を繰り広げる。
フー・マンチューと彼の娘は、『フラッシュ・ゴードン』のミン皇帝(Ming the Merciless)とオーラ姫(Princess Aura)と同様に、『プラネタリー(Planetary)』（DCコミックス／ワイルドストーム）のキャラクター、ハーク(Hark)とアンナ・ハーク(Anna Hark)の父娘のモデルとなっている。フー・マンチューはまた、バットマンにおけるラーズ・アル・グールのモデルとなっている。

### マーベル・コミック
1970年代、フー・マンチューはマーベル・コミックの長寿タイトル『マスター・オブ・カンフー(Master of Kung-Fu)』シリーズの主人公、シャン・チーの父として登場した。しかし1980年代になって、マーベル・コミックがキャラクターの使用権を失ったため、後のストーリーラインでは“シャン・チーの「父」”としてだけ表記され、フー・マンチューの名前が取りざたされることはなくなった。
フー・マンチューはまた、マーベル・コミックのニック・フューリーやアイアンマンのシリーズにおけるマンダリンやイエロー・クロウ(The Yellow Claw)といったヴィランのモデルとなっている。

## その他のフー・マンチューが登場する作品
- キム・ニューマン著『ドラキュラ紀元』
- H・C・アルトマン著『フー・マンチューに本当に会った話』
- イエロー・マジック・オーケストラ『中国女』（高橋ユキヒロ作曲・クリス・モスデル作詞）
- 筒井康隆著『大いなる助走』